# Gainsbourg Percussions
Albums de Serge Gainsbourg
Gainsbourg Confidentiel
(1963) Anna
(1967)
Singles
Gainsbourg Percussions est le sixième album studio de Serge Gainsbourg.

## Genèse
Claude Dejacques, producteur : « Au début, c’est un rythme de doigts sur le bord d’une table de bois Empire. Des idées, des images naissent. Bientôt, Serge ne dort plus sans battement, sans une touffe de battements où se mêlent les pulsations naturelles de la vie. Deux mois plus tard, Alain Goraguer et moi nous retrouvons dans le même état : il faut opérer d’urgence. Résultat, le studio se met à battre aussi autour de cinq percussionnistes et de douze choristes. Quelques titres d’un style plus « jazzistique » se greffent aisément sur la couleur purement africaine. Au-dessus de tout cela, les textes, ciselés, incrustés sur les sons : la marque Gainsbourg ». 
Gainsbourg reprend trois chants — sans l'indiquer dans les crédits — de l'album Drums Of Passion (1959) du percussionniste nigérian Babatunde Olatunji, se contentant de changer les paroles , il sera condamné en 1986 à rendre ses droits à Olatunji :  
- Joanna est adapté de Kiyakiya ou Kay-Ya-Key-Ya (Why Do You Run Away?) ;
- New York USA est adapté de Akiwowo ou Ah-Key-Woh-Who (Chant to the Trainman) ;
- Marabout est adapté de Gin-go-lo-ba ou Jin-Go-Low-Bah (Drums of Passion).

Pour Pauvre Lola, il reprend la chanson Umqokozo (A Children's Game Song About A New Red Dress) écrite et composée par la sud-africaine Miriam Makeba. Celle-ci n'a cependant jamais cherché à faire valoir ses droits. 

## Caractéristiques artistiques
Jean-François Brieu : « Premier album world de la chanson française. […] Cosmopolite, exotique et moderne, le disque ne retourne vers les figures plus éprouvées du jazz traditionnel que lorsque les vieux démons (l'obsession de la mort) reprennent le dessus et rattrapent l'auteur dans son périple au pays des trémoussements et des sambassadeurs. […] Gainsbourg Percussions est un traité d'ivresse, biture de petits chocs, saoulerie de bings et de bangs. […] C'est aussi un hommage à La Fille d'Ipanema de João Gilberto, aux trépignements sur-sexués de James Brown et aux distorsions volontiers obscènes du free jazz balbutiant. […] Gainsbourg percute donc un peu plus que la chanson française avec ce nouveau 33 tours. Car la sensualité de l'album, son côté très tactile, sa dialectique du frôlement, du contact entre les épidermes sur des rythmes qui eux-mêmes s'interpénètrent, prépare la génération Presley au choc que sera Satisfaction des Stones. »
Serge Gainsbourg : « L’art abstrait a fait éclater la peinture : quand en musique on fait éclater les formes, il ne reste que les percussions, au désavantage de l’harmonie. […] Pour réaliser ce disque, j’ai emprunté des rythmes africains et si je les utilise de manière abondante, ce n’est pas une concession à notre époque. Il faut une forme qui lui corresponde et le rythme la caractérise ».
Alain Goraguer, arrangeur musical  : « Nous avons fait cet album. J’en garde de merveilleux souvenirs, nous nous sommes amusés comme des fous, surtout quand on montrait aux choristes françaises comment prendre des voix de négresses un peu aiguës. En dehors d’un sax et d’une guitare rythmique, sur certains morceaux, ce ne sont que des percussions… »
Gilles Verlant : « Gainsbourg Percussions est une explosion ricanante, où l’exotisme des chœurs et des bruitages sert d’écrin aux textes tour à tour anodins et terribles. […] Sept jours de studio, 15 000 francs de budget (le plus gros qui ne lui ait jamais été alloué), une pochette qui semble annoncer une collection baptisée Les Grands Auteurs & Compositeurs Interprètes. »

## Réception
- Magazine mensuel Music-Hall[6] : « On est pris dans un triangle sonore qui conditionne un état presque physique. D’une part votre voix qui ne syncope absolument plus. Elle est instrumentale, une sorte de saxo-ténor. C’est un slalom de souplesse, les mots sont des sonorités amorties. Deuxième pôle d’attraction, les chœurs des voix de femmes, au timbre jaune très citron, d’un octave très nettement au-dessus de ce que l’on attendait banalement puis, enfin, le côté frappé, habituellement réservé à la voix qui dit des mots, est tenu ici par une partie instrumentale, tout est percussions… C’est les rythmes qui parlent… »
- Denise Glaser[7] : « Serge Gainsbourg, vous venez de réaliser un très bon disque. […] Je pense que c’est le premier disque vraiment réussi que vous ayez fait. […] Un 33 tours complet, si unifié, c’est la première fois, je crois. […] Les rythmes ne sont pas nouveaux, mais c’est le mariage qui est nouveau. […] Vos textes à vous sont absolument mariés et ça, c’est très rare. […] Le mariage des paroles et de la musique est indissoluble. »
- AllMusic [8],[Note 2] : « La légende de la pop française, aujourd'hui décédée, a créé l'un des premiers albums ethno-pop avec ce disque de 1964 qui utilisait de puissants rythmes africains et latinos dans les structures pop et jazz de ses chansons. Extraordinairement inventif dans la pop européenne des années 1960, Serge Gainsbourg reste le parrain de l'exotica et de la pop décadente française. Gainsbourg Percussions, renforcé par les arrangements d'Alain Goraguer, est l'un de ses enregistrements essentiels parmi ceux du milieu des années 1960. »

## Titres
Paroles et musiques de Serge Gainsbourg, sauf indications contraires.
| 1. | Joanna                                     | Babatunde Olatunji | 1:59 |
| 2. | Là-bas c'est naturel                       |                    | 2:28 |
| 3. | Pauvre Lola (avec le rire de France Gall,) | Miriam Makeba      | 2:26 |
| 4. | Quand mon 6,35 me fait les yeux doux       |                    | 1:50 |
| 5. | Machins choses                             |                    | 3:15 |
| 6. | Les Sambassadeurs                          |                    | 2:01 |

| Face B | Face B           | Face B             | Face B | Face B | Face B | Face B | Face B | Face B | Face B |
| No     | Titre            | Compositeur(s)     | Durée  |        |        |        |        |        |        |
| ------ | ---------------- | ------------------ | ------ | ------ | ------ | ------ | ------ | ------ | ------ |
| 7.     | New York U.S.A.  | Babatunde Olatunji | 2:17   |        |        |        |        |        |        |
| 8.     | Couleur Café     |                    | 2:12   |        |        |        |        |        |        |
| 9.     | Marabout         | Babatunde Olatunji | 2:08   |        |        |        |        |        |        |
| 10.    | Ces petits riens |                    | 2:00   |        |        |        |        |        |        |
| 11.    | Tatoué Jérémie   |                    | 1:44   |        |        |        |        |        |        |
| 12.    | Coco and Co      |                    | 3:00   |        |        |        |        |        |        |
| 28:00  |                  |                    |        |        |        |        |        |        |        |

## Musiciens
- Direction musicale : Alain Goraguer
- Piano : Alain Goraguer
- Batterie : Christian Garros, André Arpino, Armand Molinetti
- Contrebasse : Michel Gaudry[Note 5]
- Saxophone ténor et saxophone soprano : Michel Portal
- Orgue : Eddy Louiss
- Voix (rires piste 3) : France Gall (non créditée)
- Percussions : les cinq percussionnistes n'ont pas été identifiés à ce jour
- Chœur : les douze choristes n'ont pas été identifiées à ce jour

## Production
- Producteur : Claude Dejacques
- Ingénieur du son : Roger Roche
- Enregistrement : 5-10 et 16 octobre 1964 au studio Blanqui (13e arrondissement de Paris)
- Édition originale : album monophonique 33 tours 30 cm Philips B-77-842-L paru le 26 octobre 1964[9]
- Photo recto pochette : Jacques Aubert[9]
- Réédition en CD stéréo Universal Music/Mercury 548 426-2 en 2001
- Remastering : Jean-Pierre Haie et Jean-Marie Guérin au Studio Universal

## 45 toursextraits de l'album
- 1964 : EP Philips Couleur café (Joanna / Tatoué Jérémie / Couleur café / New York USA)
- 1965 : S Philips Machins choses (Machins choses / Couleur café)
- 1965 : S Philips Joanna (Joanna / Pauvre Lola)